# José Garcia Leandro
José Eduardo Martinho Garcia Leandro CvA • ComA • GCIH (Luanda, Angola, 1940) é um oficial general do Exército Português, na reforma, que entre outras funções de relevo foi Governador de Macau (1974-1979). Também se destacou como professor do ensino superior militar e como professor e investigador no campo da estratégia e da segurança internacional, sendo um conhecido comentador televisivo nestas matérias.

## Biografia
Foi aluno do Colégio Militar, onde ingressou em 1950. Em 1957 ingressou na Academia Militar onde concluiu o curso de Artilharia em 1961, iniciando nesse ano a sua carreira como oficial do Exército Português.
Com o desencadear da Guerra Colonial Portuguesa, teve a sua carreira profundamente marcada por aquele conflito, tendo realizado diversas comissões de serviço no então designado ultramar, duas em Angola (1962 a 1964 e 1970 a 1972), uma na Guiné (1965 a 1967), uma em Timor, aí como chefe de gabinete do Governador de Timor (1968 a 1970). Na sequência da Revolução dos Cravos foi nomeado Governador de Macau, cargo que exerceu de 1974 a 1979. Foi promovido a tenente-general em 1998.
Também se dedicou à investigação em matérias de estratégia e segurança e ao ensino superior. Foi professor do Instituto de Altos Estudos Militares e professor convidado do Instituto Superior de Ciências Sociais e Políticas (1999 a 2005). Foi também professor convidado em diversos cursos da Universidade Nova de Lisboa, da Universidade Autónoma de Lisboa, do Instituto de Estudos Políticos da Universidade Católica Portuguesa e do Instituto Superior de Ciências de Informação e Administração de Aveiro (ISCIA). No contexto do seu trabalho académico, publicou vários artigos e apresentou conferências no âmbito da estratégia, das relações internacionais, da gestão de crises, dos sistemas colectivos de segurança e das missões de apoio à paz. É académico correspondente da Academia Internacional da Cultura Portuguesa.
Ao longo da sua carreira militar foi conselheiro militar da delegação de Portugal junto da OTAN em Bruxelas, comandante operacional do Exército, comandante da componente militar da Missão das Nações Unidas para o Referendo no Sahara Ocidental (MINURSO), director do Instituto de Altos Estudos Militares, vice-chefe do Estado Maior do Exército, director do Instituto da Defesa Nacional e presidente do Conselho Coordenador do Ensino Superior Militar. Nessas diversas funções representou Portugal em diversas reuniões internacionais.
Após a passagem à reserva, foi presidente da direcção da Associação dos Antigos Alunos do Colégio Militar e presidente do Observatório de Segurança, Criminalidade Organizada e Terrorismo (OSCOT) e é dirigente do Observatório de Segurança Marítima (ISCIA), passando a ter relevante presença mediática como comentador em matérias de segurança internacional.
No campo cívico foi dirigente da Confederação Nacional das Associações de Famílias (CNAF), curador e administrador da Fundação Jorge Álvares, curador da Fundação Casa de Macau, membro do Academic Council on the United Nations System e membro do Conselho Geral
da Universidade Aberta e do Conselho Técnico-Científico do ISCIA.
É autor das obras Timor: um país para o século XXI e Macau nos Anos da Revolução Portuguesa, 1974-1979, editado em 2011, onde relata os eventos que ocorreram em Macau após a revolução de 25 de Abril de 1974.
A 13 de Janeiro de 1981 foi agraciado com a Grã-Cruz da Ordem do Infante D. Henrique, a 14 de Julho de 1983 foi feito Cavaleiro da Ordem Militar de Avis e a 10 de Junho de 1992 foi elevado a Comendador da mesma Ordem. A 4 de Novembro de 1997, no posto de Brigadeiro, foi agraciado com a Medalha da Missão de Observação das Nações Unidas em Angola (MONUA) da Organização das Nações Unidas.
Em Fevereiro de 2010, manifestou-se publicamente contra a legalização do casamento igualitário em Portugal, cuja proposta de lei havia sido aprovada alguns dias antes na Assembleia da República e que viria a ser validada em Maio desse mesmo ano pelo então Presidente da República portuguesa, Aníbal Cavaco Silva.